# 결빙

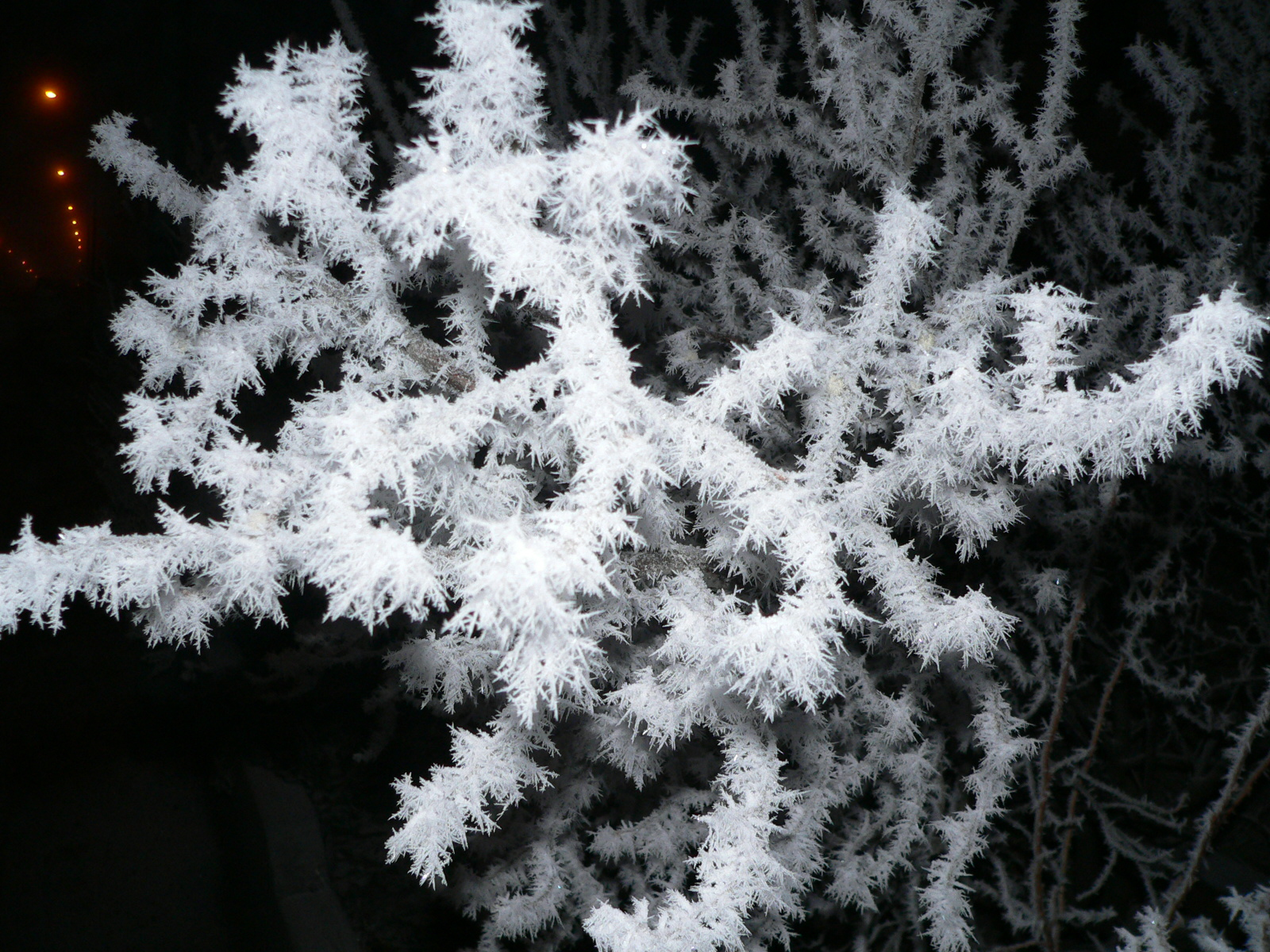

결빙(結氷, 문화어: 얼음얼이)은 물리와 화학 분야에서 충분히 온도가 낮을 때 액체를 고체로 바꾸는 과정을 말한다. 녹는점은 결빙이 일어나는 온도에서 비롯한다. 고체를 액체로 바꾸는 과정인 융해는 결빙과 거의 반의어이다. 초유체가 절대 영도에 다다라 압력을 통해서만 고체화할 수 있는 헬륨을 제외하고, 알려진 모든 액체는 온도가 낮아질 때 결빙을 겪는다. 대부분의 물질의 경우 녹는점과 어는점은 같은 온도에 있지만 특정한 물질은 고체-액체의 변화 온도가 다르다. 이를테면 한천은 85 °C (185 °F)에 녹고, 31 °C ~ 40 °C (89.6 °F ~ 104 °F)에 고체가 된다. 이러한 과정을 "열 이력 현상"이라고 한다.
|         |          | 반응 후        |          |                 |      |
| 고체    | 액체     | 기체           | 플라스마 |                 |      |
| 반응 전 | 고체     | 고체-고체 변화 | 용융     | 승화            | —    |
| 반응 전 | 액체     | 결빙           | —        | 기화            | —    |
| 반응 전 | 기체     | 증착           | 응축     | —               | 전리 |
| 반응 전 | 플라스마 | —              | —        | 재결합 / 탈전리 | —    |

## 음식 보존
결빙은 음식 보존의 일반적인 방법이다. 음식이 썩는 것을 지체시키고 미생물의 성장을 돕기 때문이다. 낮은 온도에서는 반응 속도가 낮아질 뿐 아니라, 결빙은 물에서 박테리아가 잘 자라지 못하게 한다.

## 같이 보기
- 녹는점
- 서리